# 井尻雄士
井尻 雄士（いじり ゆうじ、Yuji Ijiri、1935年2月24日 -2017年1月18日 ）は、日本出身のアメリカの会計学者、日本の公認会計士。カーネギーメロン大学のUniversity Professor（特別教授）。元アメリカ会計学会（The American Accounting Association）会長。

## 経歴
1935年2月24日に神戸市で生れる。幼少の頃より数学に興味を持ち、6歳よりそろばん塾に通う。高校1年生の時に、パン屋を営む父から経理を任される。その仕事に興味を持ち、公認会計士を志望する。1952年、奈良県立奈良商業高等学校を卒業する直前に公認会計士一次試験に合格する。1953年、同志社大学短期大学部夜間部に在学中に二次試験に合格して会計士補となる。3年間の実務実習の期間に立命館大学法学部に学び、1956年に卒業し、同年、21歳で公認会計士となる
立命館大学を卒業した井尻は東京に移り、最初は小規模会計事務所で、次いでプライス・ウォーターハウスで、合計で3年間、監査実務に携わる。1959年にプライス・ウォーターハウスを離れた井尻は渡米してミネソタ大学に学び、1960年に修士号を得て、en:Beta Alpha Psi の会員となった。次いで、カーネギーメロン大学に学んで1963年にPh.Dを得る。

井尻は1963年 - 65年はスタンフォード大学のassistant professor、1965年 - 1967年は同大学のassociate professorを務めた。1967年にカーネギーメロン大学教授（full professor）となる。カーネギーメロン大学から、1975年に、Robert M. Trueblood Professor of Accounting and Economicsの称号を得る。1987年に、同大学のRobert M. Trueblood University Professor of Accounting and Economics に昇格した。
会計を専門分野として様々な組織や機関で活躍をしてきた。アメリカ会計学会（AAA）のメンバーとなった1963年以降、同学会の数多くの委員会や役職を歴任した。その中には会長職（1982-83）、副会長職（1974-75）が含まれる。また、企業やNPO法人のコンサルタントを務める。
専門誌への投稿は優に200編を超えている。また、数多くの研究論文や著書を執筆し、その中にはハーバート・アレクサンダー・サイモン教授（ノーベル経済学賞）との共著（1977）が含まれる。
1. Management Goals and Accounting for Control(1965).『計数管理の基礎』（岩波書店、1970年）
2. The Foundation of Accounting Measurement - A Mathematical, Economic, and Behavioral Inquiry (1967)『会計測定の基礎』（東洋経済新報社、1968年）1968年日経図書文化賞特賞を受賞
3. Theory of Accounting Measurement (1975)　『会計測定の理論』（東洋経済新報社、1976年）
4. Skew Distributions and Sizes of Business Firms with Herbert A. Simon (1977)
5. Recognition of Contractual Rights and Obligations: An Exploratory Study of Conceptual issues (1980)
6. Historical Cost Accounting and Its Rationality (1981)
7. Accounting Structured in APL (1984)
8. Momentum Accounting and Triple-Entry Bookkeeping (1989) 『三式簿記の研究』（中央経済社、1984年）、『「利速会計」入門』（日本経済新聞社、1990年）

また、会計殿堂の登録メンバーであるElic L. Kohlerの没後に、その著作であるKohler会計辞典の第６版をWilliam W. Cooperと共に1983年に編纂している。井尻雄士の著書の数冊は日本語、フランス語、スペイン語にも翻訳されている。
会計分野の顕著な教育者・研究者として数々の賞を受賞してきた。アメリカ公認会計士協会並びにアメリカ会計学会（AICPA-AAA）が、顕著な貢献をした会計指導者に与える賞を彼のみが4回に亘り受賞している（1966, 1967, 1971, 1976）。1985年にアメリカ会計学会（AAA）の顕著な国際的教育者に選ばれ、1986年には同協会の傑出した会計教育者賞を受賞した。日本の放送大学でのゲスト出演もされている（「社会のなかの会計（’１２）」第３回、第５回のゲスト、2012年～）。
1989年には、「会計殿堂（Accounting Hall of Fame）」入りを果たしている。
夫人（西村倫子）と1962年6月17日に結婚し、二人の子供を儲けた。パズル、太極拳、漢詩、俳句を嗜んだ。
2012年、カーネギーメロン大学を退職して、オハイオ州のオーバリン（en:Oberlin, Ohio）で余生を過ごした。2017 年１月18日、死去。